# 成海亜紀
成海 亜紀（なるみ あき、1984年1月1日- ）は、山形県東根市出身の元タレント。

## 人物
- シャイニングウィル所属（2007年9月30日迄）。
- ビッグアップル所属（2008年9月30日迄）。
- 学生時代、応援団長を務めていた。
- 学校を卒業してから芸能界入りする迄の間には、バーテンダーやエステティシャン・OL等をしていた事も有る。
- 趣味は、舞台鑑賞・バイク・読書・工作・築地・ブログ・ダンス・ジム通い。
- 特技は、エール送り・エステマッサージ・卓球・カクテル作り。
- 好きな言葉は、「志は高く、腰は低く！」「実るほど、こうべを垂れる稲穂かな」等。
- 好きな本は、江國香織著「つめたいよるに」。
- チャームポイントは、山形弁・口元のホクロ。
- 公式ブログには、自身の大好物である納豆が頻繁に登場する。
- 公式ブログでの一人称は「オイラ」。
- 飼っている愛犬の名は『ぶな』と『しめじ』。
- 2010年6月29日に6年続けた芸能界を完全引退することをブログで発表した。

## 出演

### テレビ番組
- 情報新惑星 レギュラーリポーター（2004年 BS日テレ）
- デジ屋台（2004年12月、2005年7月 TBS）
- ガダルカナル・タカのDERUとこ勝負!（2005年5月 TBS）
- 『ぷっ』すま（2005年7月 テレビ朝日）
- はるか17  （2005年7月 テレビ朝日） - 青木田さやか役
- DAI★安BSフジNAVI（2005年 BSフジ）
- ランク王国（2006年1月 TBS）
- レギュラーの東京生活プロデュース（2006年2月 広島テレビ）
- ドドドドTV レギュラー（2005年 静岡朝日テレビ）
- 懸賞伝説 レギュラー（2006年 テレビ東京）
- パオパオ・アイドルGAMEバトル（2006年 BS日テレ）
- 水曜ミステリー9『銀座高級クラブママ青山みゆき 女帝バトル殺人帳簿』（2006年 テレビ東京）
- 続・RQコラボ（2006年 エンタ!371）
- レースクイーンアワード2007（2007年 エンタ!371）
- ジャイケルマクソン （2007年4月 毎日放送）
- 最新ヒット ウエンズデーJ-POP リポーター（2007年 NHK-BS2）
- 女子アナ一直線! 宮本ヒトミ役レギュラー （2007年 テレビ東京）
- ぐるりん山形2007 リポーター（2007年7月 テレビユー山形）
- 幹事さまぁ〜ず 女だらけの大新年会（生）アイドルいちご祭り2008（2008年1月1日 日本テレビ）
- オールスター感謝祭 アシスタント（2008年 TBS）
- ウェザーニュース第10期お天気キャスター 携帯電話向けコンテンツ・WEBサイト・BSデジタル・CATV番組出演（2008年9月 - 12月）

### ラジオ番組
- 『Someone Produce』（モバHO!）
- 『ASIAN美少女FILE』（USEN）

### CM
- アサヒフードアンドヘルスケア『ミンティア』2005年
- 人材派遣会社『マンフライデー』2005年
- ピップフジモト『スリムウォーク シェイプアップインナー』観月ありさと共演　2006年10月〜

### モデル
- インディーズバンド「evylock」アルバム『AURORA』ジャケ写モデル
- 『UGA』カラオケ映像モデル
- NTTグループ　テルウェル東日本『インフォスタッフ』モデル
- 水着メーカー『セーレン・リョーカ（現セーレン）』モデル
- ワイン用ぶどう製化粧品『ワインセラピー』モデル

### Webコンテンツ
- 『面接王』（USEN、ShowTime）
- 『CarGal.tv』（GooWORLD）
- 携帯サイト『究極☆アイドルマニア』（株式会社ザッパラス）
- 携帯サイト『山岸伸写真館』
- 携帯サイト『野村誠一写真館』

### 雑誌・新聞
- 『Angling Fan』2005年7月号（コスミック出版）
- 『Dress-up CAR』2005年8月号（内外出版社）
- 『アップル写真館』2005年12月号表紙（大洋図書）
- 『スコラ』ホワイトビキニーヅ 2006年1月号（スコラマガジン）
- 『週刊大衆』2006年6月5日号（双葉社）
- 『日刊ゲンダイ』＠失礼します 2006年10月18日
- 『月刊アサヒ芸能エンタメ！』OL役モデル（徳間書店）
- 『GALS PARADISE』（三栄書房）
- 『PIT GIRLS』（桃園書房）

### DVD
- 『成海亜紀』 ビーエムドットスリー
- 『デジモのお部屋 Vol.4』 ジェネオンエンタテインメント
- 『シャイニングウィル　オールスターズ』 ビーエムドットスリー
- 『リアルオーディションGirls【女優編】』 アリックスジャパン

### レースクイーン
- SUPER GT クムホタイヤ2006年度キャンペーンガール

### 舞台
- 劇団空感エンジン企画・製作公演『プレイス』（2009年7月2日〜5日）
- 劇団空感エンジン企画・製作公演『喀血!!銀玉高校応援団〜紅色花吹雪篇〜』（2009年9月3日〜7日）